# Vänga församling
Vänga församling var en församling i Skara stift och i Borås kommun. Församlingen uppgick 2010 i Fristads församling.

## Administrativ historik
Församlingen har medeltida ursprung. 
Församlingen var tidigt troligen moderförsamling i pastoratet Vänga och Tämta för att därefter från omkring 1500 till 1948 vara annexförsamling i pastoratet Bredared, Sandhult, Vänga och Tämta som till senast 1800-talet även omfattade Hedareds församling. Från 1948 till 1962 var den annexförsamling i pastoratet Sandhult, Bredared, Tämta och Vänga. Från 1962 till 1992 var den annexförsamling i pastoratet Fristad, Borgstena, Gingri, Tärby, Tämta och Vänga. Från 1992 till 2010 var den annexförsamling i pastoratet Fristad-Gingri, Borgstena, Tärby, Tämta och Vänga Församlingen uppgick 2010 i Fristads församling.

## Kyrkor
- Vänga kyrka

Kyrkan är byggd av granit med torn och ett smalare tresidigt kor byggt 1905. Kyrkan ersatte en tidigare medeltida stenkyrka. Från denna kyrka har bland annat altaruppsatsen från 1600-talets slut bevarats samt predikstolen från 1736 och en romansk dopfunt.
När den gamla stenkyrkan revs omkring 1905 för att ge plats till den nya, påträffades en mängd väggplankor, hammarband och syllar som var sekundärt använda. Syllarna hade stått på högkant och ingått hörnstolpar. Hammarbanden ansågs som ett mycket fint arbete och varav en med dekorerat mönster. Plankorna som kom i dagen måste ingått i en stavkyrka som föregått stenkyrkan.